# 地絡
地絡（ちらく、ground fault, earth fault）は、電気回路と大地が相対的に低いインピーダンスで電気的に接続される状態。
事故による異常電流の大きさは、短絡事故時に比べれば小さい。
短絡事故時とは異なり電気回路には零相電流や零相電圧が発生する。
送電線路の保護継電器は、これらを零相変流器 (ZCT) や接地形計器用変圧器 (EVT) によって検出し、動作する。

## 主な原因

### 電線路への接触物
電線路に樹木や移動式クレーンのブーム（ジブ）などが接触することによるもの。山間部ではサルなどの野生動物が誤って接触することがある。このほか、電線路付近に鳥類が巣を作る場合があり、大きく作られたものが接触することによっても起こる。さらに、この巣にある卵を狙ってヘビなどが電柱やがいしをよじ登り、電線路に接触することで地絡することもある。

### 電線路への飛来物
電線路や鉄塔に飛来したハウス用ビニールシートなどが覆い被さり、大地と接触するもの。

### 被覆の劣化
配線の被覆が劣化によりはがれ、露出した導体部分が大地と接触することで地絡する。

## 天絡
地絡に関連した用語で、意図せずに電気回路が電源に接続されてしまうことを天絡（てんらく）という。